# Sous-emploi
Selon l'Organisation internationale du travail (OIT), le sous-emploi existe « lorsque la durée ou la productivité de l’emploi d’une personne sont inadéquates par rapport à un autre emploi possible que cette personne est disposée à occuper et capable de faire. » Il est interprété notamment comme une défaillance du marché du travail.
L'OIT distingue plusieurs formes de sous-emploi :
- le sous-emploi visible, qui se caractérise par un nombre d’heures de travail insuffisant, reflétant une durée du temps de travail inadéquate ;
- les autres formes de sous-emploi (parfois qualifiées de sous-emploi invisible), qui se caractérisent par un revenu horaire insuffisant, un mauvais emploi des compétences professionnelles, etc., reflétant une productivité du travail inadéquate résultant d’une mauvaise répartition des ressources de main-d’œuvre ou d’un déséquilibre fondamental entre le travail et les autres facteurs de production.

## Sous-emploi keynésien
La macroéconomie keynésienne définit également un sous-emploi keynésien, situation d'équilibre correspondant à une insuffisance de la demande.